# Kipland Philip Kinkel
Kipland Philip Kinkel, znany bardziej jako Kip Kinkel (ur. 30 sierpnia 1982 w Springfield w stanie Oregon) – amerykański nastoletni morderca, który 21 maja 1998 roku dokonał strzelaniny w swojej szkole średniej Thurston High School, znajdującej się w jego rodzinnym mieście Springfield w stanie Oregon, zabijając dwie osoby i raniąc ponad 20 innych. Dzień wcześniej Kip zastrzelił w domu swoich rodziców. Sprawa wstrząsnęła całymi Stanami Zjednoczonymi i była największą ze strzelanin w szkołach średnich w USA przed niesławną masakrą w Columbine High School.

## Biografia
Kipland Kinkel urodził się 30 sierpnia 1982 roku w mieście Springfield w stanie Oregon jako drugie dziecko Williama Kinkela i Faith Zuranski. Ma o 6 lat starszą siostrę o imieniu Kristin. Jego rodzice byli nauczycielami języka hiszpańskiego. Ojciec Kipa nauczał w liceum Springfield High School, a matka w szkole wyższej Lane Community College. Kiedy miał 6 lat, rodzice zapisali go do hiszpańskojęzycznego przedszkola, ale ze względu na nieumiejętność posługiwania się tym językiem, Kip miał w przedszkolu duże kłopoty.
W szkole podstawowej zdiagnozowano u Kinkela dysleksję i zarówno szkoła, jak i jego rodzice zgodnie zdecydowali, że powinien on powtórzyć drugą klasę. Kiedy był jeszcze w szkole podstawowej, zaczął interesować się bronią palną. Jego rodzice nie popierali tego zainteresowania, ale mimo tego ojciec postanowił w końcu parę razy zabrać Kipa na kurs bezpiecznego obchodzenia się z bronią.
W szkole średniej Thurston High Kip radził sobie bardzo dobrze w nauce, ponadto został zaproszony do szkolnej drużyny futbolowej i radził sobie dość dobrze w relacjach z rówieśnikami. Niektórzy uczniowie opisywali go jednak jako niezrównoważonego lub noszącego cechy osobowości schizoidalnej. W szkole znane było jego zamiłowanie do ciężkich zespołów metalowych i industrialno-rockowych. W tym okresie miał dużo mówić o przemocy, twierdził m.in., że chciałby dostać się do armii amerykańskiej, żeby zobaczyć jak to jest kogoś zabić. Po odbyciu rodzinnej wycieczki do Disneylandu w Anaheim miał skomentować, że chciałby dać Myszce Miki w nos. Innym razem miał umieścić w szafkach szkolnych kolegów specjalne materiały, które po nieszkodliwym wybuchu wydzielają nieprzyjemny zapach (tzw. stink bombs).

## Strzelanina
Dzień przed strzelaniną sprawca zabił swoich rodziców w mieszkaniu – ich zwłoki zostały odnalezione w łazience i w garażu dzień później przez policję. Nazajutrz pojechał samochodem matki do szkoły Thurston High School. Na korytarzu strzelił do dwóch uczniów, zabijając jednego z nich. Następnie wszedł do stołówki i oddał 48 strzałów w tłum, zabijając kolejnego ucznia i raniąc 22 innych. Później chciał zastrzelić kolejnego ucznia, jednak okazało się, że magazynek broni był pusty. W tej chwili Kip został zaatakowany przez grupkę uczniów, którzy chcieli go obezwładnić. Podczas szarpaniny napastnik postrzelił dwóch z nich. Niedługo później został aresztowany przez przybyłą na miejsce zdarzenia policję.
W dniu 11 listopada 1999 roku został skazany za tę zbrodnię na 111 lat pozbawienia wolności, co w praktyce oznacza karę dożywocia.

## Motywy
Motywy Kiplanda Kinkela nie są znane. Najprawdopodobniej główną przyczyną jego zbrodni były zaburzenia psychiczne, a konkretnie schizofrenia paranoidalna. Kip miał doznawać m.in. halucynacji wzrokowych i słuchowych oraz wierzyć w rzeczy nierzeczywiste, urojone.
Kip najprawdopodobniej nigdy nie był prześladowany w szkole. Według badającego sprawy strzelców szkolnych psychologa Petera Langmana, na tyle na ile Kip był w stanie myśleć racjonalnie, wiedział, że nie jest przez nikogo prześladowany, ale miał na tym punkcie paranoję.
Wśród schizofrenicznych objawów, których doznawał Kip były m.in. złudzenia, że przestępcy seksualni mają wszczepione czipy, serial Z Archiwum X udowadnia, że rząd USA eksperymentuje z wszczepianiem czipów do organizmów ludzkich, leki które przyjmuje są zatrute oraz że ludzie mają aparaty fotograficzne w okularach. Na niecały miesiąc przed atakiem miał krzyknąć w klasie Te cholerne głosy w mojej głowie! Po zastrzeleniu swoich rodziców zostawił notatkę w której napisał: Nie wiem, co się dzieje. Tak bardzo kocham mamę i tatę. Mam teraz na koncie dwie zbrodnie: moi rodzice nie byliby w stanie tego znieść! To by ich zniszczyło. Wstyd byłby dla nich zbyt wielki. Nie mogliby sami ze sobą żyć. Tak mi przykro. Jestem okropnym synem. Szkoda, że mama nie dokonała aborcji. Niszczę wszystko, czego dotknę. Nie mogę jeść. Nie mogę spać. Nie zasługiwałem na nich. To byli wspaniali ludzie. To nie ich wina ani wina jakiejkolwiek osoby, organizacji ani programu telewizyjnego. Moja głowa po prostu nie działa poprawnie. Przeklęte GŁOSY w mojej głowie. Chcę umrzeć. Chcę zniknąć. Ale muszę zabijać ludzi. Nie wiem dlaczego. Tak mi przykro! Dlaczego Bóg mi to zrobił? Nigdy nie byłem szczęśliwy. Chciałbym być szczęśliwy. Chciałbym sprawić, by moja matka była dumna. Jestem niczym! Tak bardzo starałem się znaleźć szczęście. Ale znasz mnie, ja nienawidzę wszystkiego. Nie mam innego wyjścia. Czym się stałem? Tak mi przykro. Według Petera Langmana, Kip odziedziczył genetyczną predyspozycję do choroby psychicznej po obu rodzicach – po obu stronach rodziny u jej, nieżyjących już w momencie ataku Kipa, członków miały występować ciężkie schorzenia psychiczne, najczęściej o charakterze psychotycznym.
Kip nie był odrzucany społecznie, w szkole funkcjonował dość dobrze, miał przyjaciół, jednakże mógł mieć paranoję na punkcie bycia odrzucanym i prześladowanym. Kiedy w szkole ktoś powiedział o nim coś obraźliwego miał według relacji knuć przeciwko temu komuś i mieć chęć jego zabicia. Najprawdopodobniej obawiał się społecznego odrzucenia.
Kip przeżył zawód miłosny, o którym obficie rozpisywał się w swoim pamiętniku. Nie był jednakże odizolowany od dziewcząt. Wymieniał listy z co najmniej jedną dziewczyną z jego klasy.
Najprawdopodobniej Kip nie zainspirował swojego ataku żadnym znanym produktem kultury masowej. W liceum znane było jego zamiłowanie do ciężkich zespołów muzycznych, podobno grał w brutalniejsze gry komputerowe i miał obsesję na punkcie seriali takich jak Z Archiwum X czy filmu Romeo i Julia z 1996 roku, ale nie znaleziono przekonywających dowodów na możliwość zainspirowania się przez Kipa tymi filmami, grami i muzyką.